# Wingerworth
Wingerworth är en ort och civil parish i Storbritannien.   Den ligger i distriktet North East Derbyshire i grevskapet Derbyshire i England, i den södra delen av landet, 210 km norr om huvudstaden London. Wingerworth ligger 123 meter över havet och antalet invånare är 6 430.
Terrängen runt Wingerworth är huvudsakligen platt, men åt nordväst är den kuperad. Runt Wingerworth är det tätbefolkat, med 427 invånare per kvadratkilometer. Närmaste större samhälle är Chesterfield, 5,4 km norr om Wingerworth. Trakten runt Wingerworth består till största delen av jordbruksmark.